# خسروآباد (کوهدشت)
تنگه خسروآباد، روستایی از توابع بخش کوهنانی شهرستان کوهدشت در استان لرستان ایران است. 

## جمعیت
این روستا در دهستان کوهنانی قرار دارد و براساس سرشماری مرکز آمار ایران در سال ۱۳۸۵، جمعیت آن ۶۷۲ نفر (۱۳۰خانوار) بوده‌است. و در سال۱۴۰۲بالای۱۲۰۰نفر جمعیت دارد